# Carlos Rivero
Carlos Rivero (* 30. Oktober 1994 in Jaca) ist ein spanischer Eishockeyspieler, der seit Beginn seiner Karriere überwiegend beim CH Jaca spielt, von dem er mit Unterbrechungen seit 2011 in der spanischen Superliga eingesetzt wird.

## Karriere
Carlos Rivero begann seine Karriere als Eishockeyspieler beim CH Jaca aus seiner Geburtsstadt, für den er seit 2011 in der Superliga spielt. 2012, 2015 und 2016 wurde er mit dem aragonischen Team spanischer Meister. 2012 gewann er mit dem Klub zudem die Copa del Rey. Lediglich in der Spielzeit 2012/13 spielte er in Kanada für die Goderich Sailors in der Western Ontario Junior C Hockey League und 2018/19 beim spanischen Ligakonkurrenten CG Puigcerdà.

### International
Für Spanien nahm Rivero im Juniorenbereich an den U18-Junioren-Weltmeisterschaften der Division II 2011 und 2012 sowie den U20-Junioren-Weltmeisterschaften der Division II 2012, 2013 und 2014 teil.
Im Seniorenbereich stand er erstmals im Aufgebot seines Landes bei der Weltmeisterschaft der Division II 2018. Zudem vertrat er seine Farben bei der Olympiaqualifikation für die Winterspiele in Peking 2022.

## Erfolge und Auszeichnungen
- 2012 Spanischer Meister und Pokalsieger mit dem CH Jaca
- 2015 Spanischer Meister mit dem CH Jaca
- 2016 Spanischer Meister mit dem CH Jaca
- 2018 Aufstieg in die Division II, Gruppe A, bei der Weltmeisterschaft der Division II, Gruppe B